# Łukasz Skorupski
Łukasz Skorupski (Zabrze, 5 mei 1991) is een Pools voetballer die als doelman speelt. Hij verruilde AS Roma in juli 2018 voor Bologna. Skorupski debuteerde in 2012 in het Pools voetbalelftal.

## Clubcarrière
Skorupski werd in 2008 bij het eerste elftal van Gornik Zabrze gehaald. In februari 2011 werd hij voor vier manden uitgeleend aan Ruch Radzionków. Op 14 juli 2013 tekende hij een vierjarig contract bij AS Roma, waar hij de concurrentie aangaat met de routiniers Bogdan Lobonț en Morgan De Sanctis. Technisch directeur bij AS Roma Walter Sabatini heeft aangegeven dat Skorupski met alle rust gebracht zal worden en op den duur de eerste doelman van AS Roma zal zijn.
Zijn debuut voor Roma maakte hij in de Coppa Italia tegen Sampdoria in december 2013. Zijn debuut in de Serie A kwam in 2014, toen Morgan de Sanctis geblesseerd was geraakt mocht Skorupski de laatste wedstrijden van de competitie keepen. 
Op 30 september 2014 maakte Skorupski zijn debuut in de UEFA Champions League, hij stond in de basis in de uitwedstrijd tegen Manchester City.

## Interlandcarrière
Skorupski debuteerde op 14 december 2012 voor Polen, in een vriendschappelijke wedstrijd tegen Macedonië. Polen won de wedstrijd tegen Macedonië met 1-4 na doelpunten van Arkadiusz Milik, Szymon Pawłowski, Artur Jędrzejczyk en Waldemar Sobota. Skorupski werd op 29 mei 2024 door bondscoach Michał Probierz opgenomen in de voorlopige Poolse selectie voor het EK 2024 in Duitsland. Op 7 juni 2024 werd hij ook opgenomen in de definitieve selectie. Polen werd in de groepsfase uitgeschakeld met nederlagen tegen Nederland (1–2) en Oostenrijk (1–3) en een gelijkspel tegen Frankrijk (1–1). Skorupski kwam op het toernooi enkel in actie tegen Frankrijk.
| Interlands van Łukasz Skorupski voor Polen | Interlands van Łukasz Skorupski voor Polen | Interlands van Łukasz Skorupski voor Polen | Interlands van Łukasz Skorupski voor Polen | Interlands van Łukasz Skorupski voor Polen | Interlands van Łukasz Skorupski voor Polen |
| №                                          | Datum                                      | Wedstrijd                                  | Uitslag                                    | Competitie                                 | Goals                                      |
| ------------------------------------------ | ------------------------------------------ | ------------------------------------------ | ------------------------------------------ | ------------------------------------------ | ------------------------------------------ |
|                                            |                                            |                                            |                                            |                                            |                                            |
| Als speler bij Górnik Zabrze               |                                            |                                            |                                            |                                            |                                            |
| 1.                                         | 14 december 2012                           | Noord-Macedonië – Polen                    | 1 – 4                                      | Vriendschappelijk                          |                                            |
| Als speler bij Roma                        |                                            |                                            |                                            |                                            |                                            |
| 2.                                         | 27 maart 2018                              | Polen – Zuid-Korea                         | 3 – 2                                      | Vriendschappelijk                          |                                            |
| Als speler bij Bologna                     |                                            |                                            |                                            |                                            |                                            |
| 3.                                         | 15 november 2018                           | Polen – Tsjechië                           | 0 – 1                                      | Vriendschappelijk                          |                                            |
| 4.                                         | 11 november 2020                           | Polen – Oekraïne                           | 2 – 0                                      | Vriendschappelijk                          |                                            |
| 5.                                         | 5 september 2021                           | San Marino – Polen                         | 1 – 7                                      | WK 2022 kwalificatie                       |                                            |
| 6.                                         | 24 maart 2022                              | Schotland – Polen                          | 1 – 1                                      | Vriendschappelijk                          |                                            |
| 7.                                         | 11 juni 2022                               | Nederland – Polen                          | 2 – 2                                      | Nations League 2022/23                     |                                            |
| 8.                                         | 16 november 2022                           | Polen – Chili                              | 1 – 0                                      | Vriendschappelijk                          |                                            |
| 9.                                         | 21 november 2023                           | Polen – Letland                            | 2 – 0                                      | Vriendschappelijk                          |                                            |
| 10.                                        | 7 juni 2024                                | Polen – Oekraïne                           | 3 – 1                                      | Vriendschappelijk                          |                                            |
| 11                                         | 25 juni 2024                               | Frankrijk – Polen                          | 1 – 1                                      | EK 2024                                    |                                            |
| 12                                         | 8 september 2024                           | Kroatië – Polen                            | 1 – 0                                      | Nations League 2024/25                     |                                            |
| 13                                         | 12 oktober 2024                            | Polen – Portugal                           | 1 – 3                                      | Nations League 2024/25                     |                                            |
| 14                                         | 18 november 2024                           | Polen – Schotland                          | 1 – 2                                      | Nations League 2024/25                     |                                            |
| 15                                         | 21 maart 2025                              | Polen – Litouwen                           | 1 – 0                                      | WK 2026 kwalificatie                       |                                            |
| 16                                         | 24 maart 2025                              | Polen – Malta                              | 2 – 0                                      | WK 2026 kwalificatie                       |                                            |

1 Skorupski ·
2 Holm ·
3 Posch ·
5 Erlić ·
6 Moro ·
7 Orsolini ·
8 Freuler ·
9 Castro ·
10 Karlsson ·
11 Ndoye ·
14 Iling-Junior ·
15 Casale ·
16 Corazza ·
17 El Azzouzi ·
18 Pobega ·
19 Ferguson  ·
20 Aebischer ·
21 Odgaard ·
22 Lykogiannis ·
23 Bagnolini ·
24 Dallinga ·
26 Lucumí ·
28 Cambiaghi ·
29 De Silvestri ·
30 Domínguez ·
31 Beukema ·
33 Miranda ·
34 Ravaglia ·
80 Fabbian ·
82 Urbański ·
Coach: Italiano
1 Szczęsny ·
2 Piątkowski ·
3 Dawidowicz ·
4 Kędziora ·
5 Bednarek ·
6 Kozłowski ·
8 Linetty ·
9 Lewandowski  ·
10 Krychowiak ·
11 Świderski ·
12 Skorupski ·
13 Rybus ·
14 Klich ·
15 Glik ·
16 Moder ·
17 Płacheta ·
18 Bereszyński ·
19 Frankowski ·
20 Zieliński ·
21 Jóźwiak ·
22 Fabiański ·
23 Kownacki ·
24 Świerczok ·
25 Helik ·
26 Puchacz ·
Coach: Sousa
1 Szczęsny ·
2 Cash ·
3 Jędrzejczyk ·
4 Wieteska ·
5 Bednarek ·
6 Bielik ·
7 Milik ·
8 D. Szymański ·
9 Lewandowski  ·
10 Krychowiak ·
11 Grosicki ·
12 Skorupski ·
13 Kaminski ·
14 Kiwior ·
15 Glik ·
16 Świderski ·
17 Żurkowski ·
18 Bereszyński ·
19 S. Szymański ·
20 Zieliński ·
21 Zalewski ·
22 Grabara ·
23 Piątek ·
24 Frankowski ·
25 Gumny ·
26 Skóraś ·
Coach: Michniewicz
1 Szczęsny ·
2 Salamon ·
3 Dawidowicz ·
4 Walukiewicz ·
5 Bednarek ·
6 Piotrowski ·
7 Świderski ·
8 Moder ·
9 Lewandowski  ·
10 Zieliński ·
11 Grosicki ·
12 Skorupski ·
13 Romanczuk ·
14 Kiwior ·
15 Puchacz ·
16 Buksa ·
17 D. Szymański ·
18 Bereszyński ·
19 Frankowski ·
20 S. Szymański ·
21 Zalewski ·
22 Bułka ·
23 Piątek ·
24 Slisz ·
25 Skóraś ·
26 Urbański ·
Coach: Probierz